# Dysodia bifenestrata
Dysodia bifenestrata är en fjärilsart som beskrevs av Semper 1902. Dysodia bifenestrata ingår i släktet Dysodia och familjen Thyrididae. Inga underarter finns listade i Catalogue of Life.